# جمعة حسين العباني
العميد جمعة حسين العباني رئيس أركان قوات الدفاع الجوي الليبي السابق من الذين ساهموا في إنجاح ثورة 17 فبراير. تولى العميد جمعة العباني مهمة تسريب المعلومات إلى بنغازي بالتنسيق مع ضباط من قاعدة إمعيتيقة الجوية وضباط من الدفاع الجوي والتي أفشلت العديد من المخططات الحكومة الليبية في عهد معمر القذافي. تعرض جمعة العباني للتعذيب والتنكيل في معتقل اليرموك. وكان من أوائل المشاركين في المؤتمر الأول لتفعيل الجيش الليبي في بنغازي بعد انتصار الثورة على القذافي وقد أجرت معه إحدى القنوات الفضائية مقابلة مسجلة